# 空窗期
空窗期（英語：window period）在醫學檢驗的領域中，指從生物體受到疾病感染那一刻開始、直到醫學檢驗可有效偵測到生物體受到疾病感染那一刻為止的中間時期。
例如：一個生物體受到某個病毒感染的那一刻起直到生物體中產生足夠數量的抗體能為醫學檢驗偵測到為止的那個期間即為空窗期。